# 나강 M1895
나강 M1895는 벨기에의 산업가 레온 나강이 러시아 제국을 위해 설계하고 생산한 7발 장전의 가스 밀폐형 리볼버다.
나강 M1895는 전용 탄약인 7.62×38mmR을 사용하며, 격발 시 실린더가 앞으로 이동하여 실린더와 총포신 사이의 간극을 막아 총구 속도를 높이고 무기에 소음기를 장착할 수 있게 하는 가스 밀폐 시스템을 특징으로 한다. 이 디자인은 파이퍼 M1893 기병총과 슈타이어 1893 리볼버에 영감을 주었다.

## 역사
나강은 레온 나강이 설계했으며, 그의 동생 에밀레 나강은 모신나강 소총 설계에도 참여했다. 나강 M1895는 러시아 제국 육군과 경찰관의 표준 권총으로 채택되었으며, 이전의 스미스 & 웨슨 모델 3와 같은 스미스 & 웨슨 모델을 대체했다.
생산은 벨기에 리에주에서 시작되었지만, 러시아는 1898년에 제조권을 구매하여 생산을 러시아의 툴라 조병창으로 옮겼고, 곧 연간 2만 정을 생산하게 되었다.
이것은 두 가지 버전으로 생산되었다: 장교용 더블 액션 버전과 하사관용 저렴한 싱글 액션 버전이다. 1918년 7월 러시아 제국 황실과 그들의 하인들을 살해하는 데 7정의 나강 리볼버가 사용되었다. 러시아 혁명 이후, 더블 액션 버전만 생산되었다. 나강 리볼버는 제2차 세계 대전이 끝날 때까지 내무인민위원부와 붉은 군대 부대에서 사용되었으며, 총 2백만 정이 생산되었다. 나강은 1933년 TT-33 반자동 권총으로 대체되기 시작했고, 1952년에는 마카로프 피스톨로 공식적으로 대체되었지만, 나강 리볼버는 6.25 전쟁과 베트남 전쟁에서 제한적으로 계속 사용되었다.

## 기술적 특징
M1895는 해머가 코킹될 때 먼저 실린더를 돌리고 그 다음 앞으로 움직여 실린더와 총열 사이의 간격을 닫는 메커니즘을 가지고 있다. 또한 독특한 탄약통은 발사 가스의 누출을 막기 위해 총을 밀폐하는 데 중요한 역할을 한다. 총알은 탄약통 안에 깊이 들어가 있으며, 탄약통의 입구는 직경이 약간 줄어들어 있다. 총열은 후방에 짧은 원뿔형 부분을 특징으로 하는데, 이 부분이 탄약통의 입구를 받아들여 가스 밀폐를 완성한다. 간격을 밀폐함으로써 총알의 속도는 15에서 45 m/s (50에서 150 ft/s) 증가한다. 이 기능은 또한 간격을 통해 빠져나오는 가스로부터 발생할 수 있는 부상 가능성(사용자가 간격 옆에 손가락을 대고 총을 잡을 경우)을 제거한다. 나강의 밀폐형 발사 시스템은 다른 대부분의 리볼버와 달리 나강 리볼버가 소음 소음기를 효과적으로 사용할 수 있음을 의미했으며, 소음기가 때때로 장착되기도 했다.

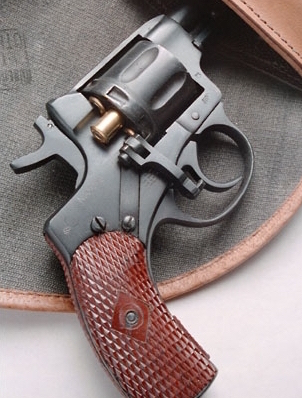
장전 준비를 위해 게이트가 열린 나강이 홀스터에 장전된 모습.

이러한 설계의 단점은 나강 리볼버가 재장전하기에 번거롭고 시간이 많이 걸린다는 점이었다. 사용된 탄약통을 수동으로 하나씩 배출하고, 장전구를 통해 한 번에 한 발씩 재장전해야 했다. 리볼버가 설계될 당시에는 이 시스템은 이미 구식이었다. 영국군에서 사용된 웨블리 리볼버는 상부 개방식 실린더와 별 모양 추출기를 사용하여 모든 사용된 탄약통을 동시에 배출했으며, 미국군에서는 스미스 & 웨슨 모델 10이 비슷한 시스템을 사용했지만 스윙아웃 실린더였다. 측면 장전구와 배출봉을 사용하여 사용된 탄약통을 하나씩 제거해야 하는 나강은 모든 참신함에도 불구하고 이러한 면에서 군용 리볼버로는 구식이었다. 그러나 나강의 디자인은 더 현대적인 형식보다 가공이 덜 필요하다는 장점이 있었다.
나강 M1895는 무거운 방아쇠 당김(싱글 액션의 경우 약 12 파운드, 더블 액션의 경우 20 파운드)을 가지고 있다.

## 탄약

### 러시아

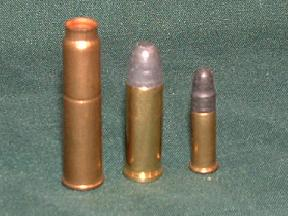
7.62×38mmR (7.62 mm 나강) 탄약통 (왼쪽)이 비교를 위해 .32 S&W 롱 탄약통 (가운데)과 .22 LR 탄약통 (오른쪽) 옆에 놓여 있다.

7.62mm 나강은 7.62×38mmR (림드) 또는 "탄약, R형"으로도 알려져 있다. 탄두는 탄약통의 입구 아래에 깊이 박혀 있으며, 탄약통 주름은 탄두 바로 위에 위치한다. 발사 시, 주름은 포싱콘으로 팽창하여 가스 밀폐를 완성하고 표면상으로 총구 속도를 약 75 ft/s 증가시킨다.
.32구경용 애프터마켓 실린더를 설치하여 나강이 안전하게 .32 H&R Magnum 또는 .32 ACP를 발사할 수 있게 한다. 원래 실린더로 7.62×38mmR 탄약통 이외의 탄약을 발사하면 탄두 파편이나 새어 나오는 가스로 인해 신체 부상을 입을 수 있으며, 일부 .32 탄약에서 발생하는 과도한 압력은 실린더 또는 프레임의 치명적인 고장을 일으킬 수도 있다.

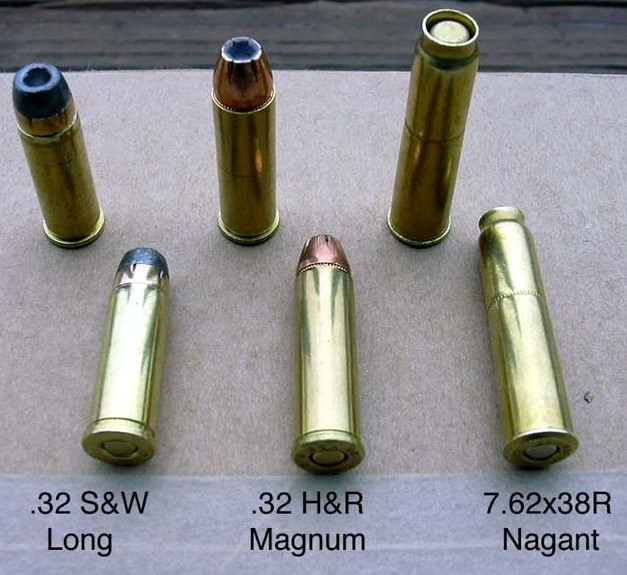
.32 스미스 & 웨슨 롱, .32 H&R Magnum, 7.62×38mmR 나강 비교

적절하게 맞는 탄약은 리 나강 다이 세트나 .30인치 기병총 다이와 9mm 루거 셸 홀더를 재장전 프레스에 사용하여 .32-20 윈체스터 탄피로 재장전할 수 있다. 이를 통해 재장전자는 자신의 필요에 맞는 나강 전용 장전을 개발할 수 있다. 이 방법은 .32 S&W와 .32 H&R을 사용할 때 발생하는 불룩해지거나/갈라지거나/끼이는 탄피 문제를 해결하지만, .32-20은 원래 나강 탄약처럼 실린더 밖으로 돌출될 만큼 충분히 길지 않으므로 나강의 유명한 가스 밀폐 기능은 여전히 완전히 작동하지 않는다.

### 7.5x22mmR 나강
룩셈부르크, 스웨덴, 노르웨이 나강은 다른 탄약인 7.5mm 나강을 사용했다. 이 탄약은 7.5mm 1882 오드넌스(스위스 7.5mm 리볼버라고도 함)와 치수적으로 유사하지만 호환되지 않는다. 이들은 벨기에 및 러시아 모델의 가스 밀폐 잠금 장치가 없다.

### 9.4x22mmR 나강
나강의 원래 가스 밀폐 리볼버 디자인에 사용된 흑색 화약 탄약통이다.

도입 연도: 1878년.

탄두 직경: 9.25 – 9.30mm (.364 - .374"). 종이 패치가 있는 둥근 코 납 탄두.

탄두 중량: 11.95-12.3 그램

탄피 직경,

넥: 9.90 – 10.20mm (.389 - .401" 인치)

헤드: 10.75 – 10.90mm (.423 - .429" 인치)

림: 12.00 – 12.35mm (.472 - .486" 인치)

베르단 프라이머

탄약통 전체 길이 33.30 – 34.50mm (1.311 – 1.358 인치)

탄약통 중량 11.95 – 12.30gm (184.41 - 189.81 그레인)

## 변형

### 러시아

#### 군용
- 나강 "사병 모델" («солдатский» наган) - 부사관 및 병사용 싱글 액션 버전
- 나강 "장교 모델" («офицерский» наган) - 장교용 더블 액션 버전
- "BRAMIT 장치"(BRAtya MITiny - "미틴 형제")로 알려진 소음기 장착 나강[13] - 1931년부터 소련 정찰 및 수색 부대용으로 생산

#### 민간용
- TOZ-36 (ТОЗ-36) - 1962년부터[14]
- TOZ-49 (ТОЗ-49)[15]
- KR-22 «Sokol» (КР-22 «Сокол») - .22 LR[16]
- 나강 1910 - 스윙아웃 실린더가 개선된 버전이다. 채택되지 않았고 민간 시장 판매도 부진했다.[17][18]
- "섀도우-7" ("Тень-7") - 450mm 총열을 가진 기총 변형으로, 2020년 러시아 회사 테스트-오루치에에서 생산되었으며, 5.45×18mm 탄약통을 사용한다.[19][20]

### 룩셈부르크
1880년대에 룩셈부르크는 총 190정의 나강 리볼버를 구매했는데, 표준 모델은 7.5mm 구경이었고, 헌병대는 흑색 화약 9.4x22mm 변형을 받았으며, 이 변형에는 총검을 부착할 수도 있었다.

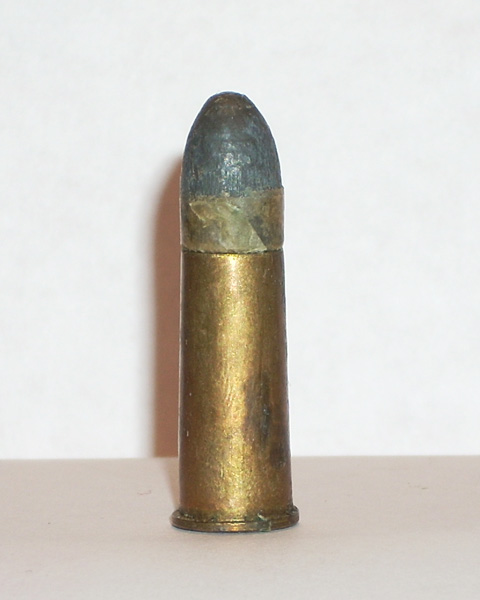
7.5mm 스웨덴/노르웨이 나강 탄약

### 노르웨이
M1893으로 지정되었으며, 스웨덴 M1887을 기반으로 한다.

### 폴란드
폴란드는 1928년부터 1939년까지 경찰용으로 약 21,000정의 나강 wz. 30 리볼버를 설계했다.

### 세르비아
1880년대에 벨기에에서 12,000정의 7.5mm 나강을 구매했다.

### 스웨덴
7.5mm 구경의 스웨덴 M1887은 벨기에 또는 러시아 나강과 같은 가스 밀폐 기능이 없다는 특징이 있다.

## 사용국
- 벨라루스: 2005년 12월 공식적으로 퇴역했다.[26] 훈련용 무기로 사용되었다.[27]
- 벨기에[28]
- 중화인민공화국: 6.25 전쟁 동안 중국인민지원군이 사용했다.[29]
- 체코슬로바키아:독립 후 사용되었다.[30]
- 그리스 왕국: Περίστροφον M1895[31][32]
- 동독[33]
- 핀란드[34]
- 조지아: 조지아군[35]
- 카자흐스탄: 1996년까지 경비대에서 사용되었다.[36]
- 유고슬라비아 왕국[37]
- 라오스[38]
- 말리: 아자와드 해방인민운동[39]
- 몽골 인민공화국: 몽골 인민군[40]
- 노르웨이[41]
- 폴란드[33]
- 러시아[42]: 제한적으로 사용 중; 일부 법 집행 기관에서 1998년까지 사용했다.[43] 러시아 우정 경비대에서 2003년까지 사용했다.[44] 그리고 러시아 내무부에서 2006년까지 사용했다.[45][46]
- 러시아 제국: 1895년 5월 13일 채택되었다.[47]
- 세르비아 왕국[24]
- 유고슬라비아[48]
- 소련[7]
- 스페인 제2공화국[49][50]
- 스웨덴
- 우크라이나: 철도 경비대에서 사용되었다.[51] 그리고 산업 경비대에서 2017년까지 사용되었다.[52]

## 같이 보기
- 러시아 무기 목록
- 러시안 룰렛
- 모데르네 1892 리볼버